# Salomon Heine
Salomon Heine (19. oktober 1767 i Hannover – 23. december 1844 i Hamburg) var en af Hamburgs fremmeste købmænd og bankierer. 
Den jødiske Heine ankom uden midler til Hamburg i 1784 og endte med at opbygge en betydelig formue. Han var kendt som filantrop og velgører bl.a. for sin nevø, digteren Heinrich Heine. Ved sin død anslog man hans formue til at udgøre op mod en milliard danske nutidskroner. Han var også kendt som "Hamburgs Rothschild".